# ۴۵۹ (پیش از میلاد)
۴۵۹ (پیش از میلاد) ۴۵۹مین سال قبل از تقویم میلادی است.